# Yasin Haji
Yasin Haji, né le 22 janvier 1996, est un athlète éthiopien, spécialiste du fond et du cross.
Ses meilleurs temps sont :
- sur 5 000 m, 13 min 18 s 18, obtenu à Lausanne, le 9 juillet 2015,
- sur 10 km, 28 min 16, obtenu à Rennes le 12 octobre 2014.

Il remporte le titre de champion du monde junior de cross 2015 à Guiyang.